# Josef Illig
Josef Illig (* 5. Mai 1908 in München; † 20. Mai 1970 ebenda) war ein deutscher Kameramann.

## Leben
Er besuchte vier Semester die Staatliche Höhere Fachschule für Fototechnik, Abteilung Kinotechnik. 1927 begann er als Kameraassistent und war besonders unter Franz Koch an zahlreichen Filmen beteiligt.
An der Seite Kochs fungierte er 1936 erstmals als Co-Chefkameramann. Illig arbeitete weiterhin mit Koch zusammen, wobei der eine die Innen-, der andere die Außenaufnahmen übernahm. Seit 1941 war er Kriegsteilnehmer. 
Erst 1948 kehrte er wieder in seinen erlernten Beruf zurück. Bereits 1949 begann wieder die Zusammenarbeit mit Koch, wobei Illig für die Kameraführung, Koch für die Oberaufsicht verantwortlich zeichnete. Nach der Trennung von Koch 1952 drehte Illig vorwiegend kurze Dokumentarfilme.

## Filmografie
- 1933: Die blonde Christl
- 1936: Ein verhängnisvolles Geigensolo
- 1936: Die Erbschaft
- 1936: Die große und die kleine Welt
- 1936: Der ahnungslose Engel
- 1938: Fahrendes Volk
- 1939: Wasser für Canitoga
- 1939: Der ewige Quell
- 1940: Ein Mann auf Abwegen
- 1949: Nachtwache
- 1949: Heimliches Rendezvous
- 1949: Tragödie einer Leidenschaft
- 1949: Die Reise nach Marrakesch
- 1950: Zwei in einem Anzug
- 1950: Liebe auf Eis
- 1950: König für eine Nacht
- 1950: Vom Teufel gejagt
- 1950: Küssen ist keine Sünd
- 1951: Mutter sein dagegen sehr!
- 1951: Wildwest in Oberbayern
- 1951: Die Martinsklause
- 1952: Haus des Lebens
- 1952: Ich heiße Niki
- 1952: Hinter Klostermauern
- 1952: Der Herrgottschnitzer von Ammergau
- 1952: Der Weibertausch
- 1953: Lachkabinett
- 1953: Skandal im Mädchenpensionat
- 1953: Rokoko am Niederrhein (Kurz-Dokumentarfilm)
- 1955: Parole Heimat
- 1966: Lux mundi – Licht der Welt (Kurz-Dokumentarfilm)